# Гастон Кастро
Гастон Едмундо Кастро Макук (ісп. Gastón Edmundo Castro Makuc, 23 серпня 1948, Сантьяго де Чилі) — колишній футбольний арбітр із Чилі. Арбітр ФІФА з 1977 по 1993 рік.

## Кар'єра
Найвищим досягненням для Кастро була робота на чемпіонаті світу 1982 року в Іспанії. Там він відсудив груповий матч між Гондурасом та Югославією, який закінчився перемогою югославів 1:0.
Кастро викликав сенсацію на Олімпіаді 1984 року в Лос-Анджелесі, де він у матчі групового етапу між Італією та Єгиптом (1-0) показав 13 жовтих карток (12 жовтих єгипетським гравцям, три з яких були другими і дві жовті — італійським гравцям) та 4 червоні картки (3 — єгипетським гравцям та одну — італійському гравцю)
Він також працював на молодіжному чемпіонаті світу 1981 року в Австралії, відсудивши одну гру.
На рівні КОНМЕБОЛ працював на Кубку Америки 1983, 1987 та 1991 років, а також на першому фіналі Кубка Лібертадорес 1979 року.
По завершенні суддівської кар'єри був президентом чилійської арбітражної комісії та спостерігачем ФІФА..

## Міжнародні матчі
| Дата            | Команди               | Рахунок | Турнір                  | ЖК | YK · YK · RK | RK |
| --------------- | --------------------- | ------- | ----------------------- | -- | ------------ | -- |
| 23 березня 1981 | Бразилія — Болівія    | 3 — 1   | Кваліфікація на ЧС-1982 | ?  | ?            | ?  |
| 24 червня 1982  | Гондурас — Югославія  | 0 — 1   | ЧС-1982                 | 2  | 0            | 1  |
| 13 жовтня 1983  | Парагвай — Бразилія   | 1 — 1   | Кубок Америки 1983      | ?  | ?            | ?  |
| 21 червня 1984  | Бразилія — Уругвай    | 1 — 0   | Товариський матч        | ?  | ?            | ?  |
| 29 липня 1984   | Італія — Єгипет       | 1 — 0   | Олімпіада-1984          | 11 | ?            | 4  |
| 9 червня 1985   | Аргентина — Венесуела | 3 — 0   | Кваліфікація на ЧС-1986 | ?  | ?            | ?  |
| 16 червня 1985  | Парагвай — Бразилія   | 0 — 2   | Кваліфікація на ЧС-1986 | ?  | ?            | ?  |
| 1 липня 1987    | Колумбія — Болівія    | 2 — 0   | Кубок Америки 1987      | ?  | ?            | 4  |
| 17 вересня 1989 | Уругвай — Болівія     | 2 — 0   | Кваліфікація на ЧС-1990 | ?  | ?            | ?  |
| 9 липня 1991    | Уругвай — Еквадор     | 1 — 1   | Кубок Америки 1991      | ?  | ?            | ?  |
| 13 липня 1991   | Еквадор — Болівія     | 4 — 0   | Кубок Америки 1991      | ?  | ?            | ?  |